# Damalis hirtiventris
Damalis hirtiventris là một loài ruồi trong họ Asilidae. Damalis hirtiventris được Macquart miêu tả năm 1846.